# Élida Aponte
Élida Rosa Aponte Sánchez ( Machiques-Zulia, 19 de agosto de 1944) es una jurista feminista venezolana, experta en derechos humanos de las mujeres, especialmente conocida por sus investigaciones y publicaciones sobre violencia de género en Venezuela. Ha sido docente en la la Universidad del Zulia donde fue Coordinadora de los Estudios de Género del extinto Instituto de Filosofía del Derecho de la Universidad del Zulia y jefa de la Cátedra de Derecho Agrario. De 2009 a 2010 participó en el Instituto Nacional de la Mujer de Venezuela y de 2009 a 2010 fue Viceministra para la Transversalidad Política de Género del Ministerio del Poder Popular para la Mujer y la Igualdad de Género, durante el gobierno de Hugo Chávez.

## Biografía
Nació en Machiques, Zulia, el 19 de agosto de 1944. Se licenció como abogada en la Universidad del Zulia en 1977, y en 1990, se doctoró en Derecho Agrario por la misma universidad, donde posteriormente en  1993 se licenció en Filosofía. Continuó su formación en España, en la Universidad de Granada en el Departamento de Filosofía del Derecho, donde en 2005 se doctoró con la tesis Revolución, constitución y género en Venezuela dirigida por Ana Rubio Castro.
Durante algunos periodos de su trayectoria profesional intercaló su trabajo de investigación teórico y la enseñanza con la práctica política desde la administración pública. Desde su creación en 1999 hasta 2010 fue  asesora del Instituto Nacional de la Mujer (INAMUJER). También formó parte de la judicatura, siendo miembro entre otros tribunales, del Tribunal Primero en Funciones de Juicio con Competencia en Materia de Delitos de Violencia contra la Mujer (2008) del Tribunal Supremo de Justicia de Zulia.  De 2009 a 2010 asumió el cargo de Viceministra para la Transversalidad Política de Género con María León al frente del Ministerio del Poder Popular para la Mujer y la Igualdad de Género, un organismo recién creado por el entonces presidente Hugo Chávez.
Especialista en estudios de género y violencia contra las mujeres, ha realizado numerosas investigaciones sobre este tema. Fue  coordinadora de Estudios de Género del Instituto de Filosofía del Derecho de la Universidad del Zulia, coordinadora general de la Red Venezolana sobre Violencia contra la Mujer (REVIMU) y coordinadora-profesora de la materia ”Derecho y Género” del Programa de Doctorado en Derecho y del Postdoctorado en Derechos Humanos de la Universidad del Zulia, en Maracaibo.  En España ha sido conferencista  de “Derechos Fundamentales” en la Maestría de Derecho Constitucional de la Universidad Nacional de Educación a Distancia (UNED).[cita requerida]

## El derecho a una vida libre de violencia de las mujeres
La autora defiende en sus artículos el derecho de las mujeres a una vida libre de violencia, una realidad -considera- que no puede analizarse sin perspectiva de género en el marco jurídico y una mirada feminista para enfrentar las discriminaciones históricas. Lo destaca en "El paradigma de género para el análisis y comprensión de la Ley Orgánica sobre derecho de las mujeres a una vida libre de violencia" en "Articulaciones sobre la violencia contra las mujeres" (2008) libro compilado junto a María Luisa Femenías con artículos de varias autoras de América Latina y España,  publicado por la Universidad Nacional de La Plata de Argentina, en la que se analizan tanto el punto de mira teórico sobre cómo enfrentarse a los problemas de violencia contra las mujeres y las claves internacionales. También específicamente tanto desde la experiencia latinoamericana como el ejemplo de España con una ley pionera que se aprobó en 2004.
Aponte defendió la incorporación de los derechos de las mujeres en la Constitución de 1999, la incorporación de medidas de paridad entre mujeres y hombres para enfrentar la discriminación en todos los ámbitos y apoyó Ley Orgánica sobre el Derecho de las Mujeres a una Vida Libre de Violencia aprobada en 2007 y posteriormente reformada.

## Publicaciones
- Articulaciones sobre la violencia contra las mujeres  Elida Rosa Aponte Sánchez (comp.), María Luisa Femenías (comp.) Universidad Nacional de La Plata, 2008.  978-950-34-0473-7

### Artículos sobre derechos de las mujeres (selección)
- La violencia contra las mujeres Venezuela: la respuesta institucional. Revista Europea de Derechos Fundamentales • ISSN 1699-1524 Núm. 19/1er Semestre 2012. Páginas 319 - 343

- Claves Epistemológicas de la Ley Orgánica sobre el Derecho de las Mujeres a una Vida Libre de Violencia. En La Academia en sintonía con el género. Una discusión impostergable. María Cristina González (Comp.), Valencia, Asociación de Profesores de la Universidad de Carabobo, 2010.[17]
- La democracia y la Constitución de cara a los derechos humanos de las mujeres. En Revista FRÓNESIS, Vol. 15, No. 1. Instituto de Filosofía del Derecho, Universidad del Zulia, Venezuela, 2008.[18]
- Derechos Políticos de las Mujeres en Venezuela: la lucha actual. En Revista LABRYS. Études féministes. Enero-Junio de 2010, Brasil.[19]
- La justicia que reclamamos las mujeres: prolegómenos. En Revista LABRYS. Études féministes, julio-diciembre de 2009, Brasil.[20]
- Las mujeres en la democracia participativa y protagónica de la revolución bolivariana de Venezuela. En Democracia Paritaria (aportaciones para un debate). España, 2008.[21]
- La denuncia del discurso médico como uno de los supuestos de la inaplicabilidad del Derecho. En Utopía y Praxis Latinoamericana. Año 13, No. 41. Maracaibo, Facultad de Ciencias Económicas y Sociales, Universidad del Zulia, 2008.[22]
- Las mujeres reclusas de la Cárcel Nacional de Maracaibo y la violencia. Revista de Estudios de Género La Ventana, Guadalajara, Universidad de Guadalajara, México, 2007[23]
- Las mujeres venezolanas y las revoluciones: la historia que se escribe hoy. En Revista Trocadero, No. 19, 2007. España, Cádiz, Universidad de Cádiz.[24]
- Mujeres, mito y ciencias. En Revista Argos, No. 42-43. Caracas, Universidad Simón Bolívar, 2006.[25]
- Ana María Campos o la lucha por la libertad. En la Mujer en la Historia del Zulia. Maracaibo, Gobernación del Estado Zulia y el Acervo Histórico del Zulia. 2005.[26]
- Mujeres y control social. En Revista Capítulo Criminológico, Vol. 32, No. 3, julio-septiembre, Instituto de Criminología, Universidad del Zulia, 2004.[27]
- Incidencia de la violencia política en la familia. En Violencia Actual, Caras y Desafíos. Isolda Heredia (Comp.). Caracas, Venezuela Iniciativa para la construcción de la Confianza, 2004.[28]
- Derecho y Vida. Alegatos contra un Recurso Fiscal Lamentable. En el Boletín. No. 5, Año 2002-2003. Maracaibo, Instituto de Filosofía del Derecho, 2004.[29]
- La prueba genética e impunidad en el delito de violencia sexual. En Capítulo Criminológico. Vol. 31, No. 3, julio-septiembre de 2003. Maracaibo, Instituto de Criminología, Universidad del Zulia.[30]
- Mujer, Mito y Ciencia, la explicación posible. En Revista Venezolana de Trabajo Social de la Universidad del Zulia, Vol. 1, No. III. Maracaibo, Centro de Investigaciones de Trabajo Social, 2003.[31]
- La violación en los consorcios sexuales. Tratamiento jurídico en España y Venezuela. En Revista Lex, Nova No. 239, Maracaibo, Colegio de Abogados del Estado Zulia, diciembre de 2002.[32]
- La nueva ciencia o de la apropiación del cuerpo femenino. Prolegómenos. En Anuario de Derecho. Número 23, Año 2001. Mérida, Universidad de Los Andes, 2002.[33]
- La Violación. Estudio Comparado. En Violencia y Género. Tomo I. Málaga, Universidad de Málaga y Diputación Provincial de Málaga, 2002.[34]
- El sujeto de la modernidad y la ciudadanía de las mujeres. En Estudios de Filosofía del Derecho y de Filosofía Social. Libro Homenaje a José Manuel Delgado Ocando. Colección Libros Homenaje, No. 4. Caracas, Tribunal Supremo de Justicia, 2002.[35]
- Violencia, Salud y Mujer. Ediciones de la Universidad del Zulia, Maracaibo, Venezuela, 2002.[36]
- Los derechos humanos: fundamentación, naturaleza y universalidad. En Estudios de Derecho Público, Vol. 1. Libro Homenaje a Humberto J. La Roche. Colección Libros Homenaje No. 3. Caracas, Tribunal Supremo de Justicia, 2002.[37]
- Justicia penal: la otra mirada. En Revista Capítulo Criminológico. Vol. 30, No. 3, julio-septiembre de 2002. Maracaibo, Instituto de Criminología, 2002.[38]